# عکاسخانه (مجموعه تلویزیونی ۱۳۷۵)
عکاسخانه یک مجموعه تلویزیونی محصول سال ۱۳۷۵ به کارگردانی شاپور قریب، نویسندگی ؟ و تهیه‌کنندگی ؟ می‌باشد که از شبکه ؟ پخش شد.

## بازیگران
- افشین گرجه‌ای
- بهزاد رحیم‌خانی
- پری کردبچه
- حسین دمابه
- روح‌الله مفیدی
- سیما گرجی
- شهریار کاویانی
- فرهاد حاجی‌زاده
- قدرت‌الله دلاوری
- کریم نبی‌نژاد
- محمد خسروی
- محمود قاضی
- مهسا خدام
- مهوش وقاری